# ماریو ریچی
ماریو ریچی (ایتالیایی: Mario Ricci; ۱۳ اوت ۱۹۱۴ – ۲۲ فوریهٔ ۲۰۰۵) دوچرخه‌سوار اهل ایتالیا بود. وی در مسابقات تور دو فرانس شرکت کرده‌است.